# ステラ・ルセイント
ステラ・ルセイント（Stella LeSaint, 1881年12月17日 - 1948年9月21日）は、アメリカ合衆国の女優である。旧芸名ステラ・ラゼット（Stella Razetto）、Razeto ともつづられた。

## 人物・来歴
1881年（明治14年）12月17日、カリフォルニア州サンディエゴに生まれる。
当初のキャリアは舞台女優で、女優フローレンス・ロバーツ率いる「フローレンス・ロバーツ・カンパニー」の同州サンフランシスコでの公演が初舞台である。ヴォードヴィルに転向し、ニューヨークで「ステラ・ラゼット・アンド・カンパニー」を結成する。体調を崩して舞台から離れ、マーベル・トランネルやハーバート・プライアーの主演する短篇映画に出演をはじめるが、作品等は不詳である。
映画女優への転向後の最古の記録は、1912年（大正元年）11月22日公開、セリグ・ポリスコープ・カンパニー製作、エドワード・ルセイント監督の短篇映画 Between the Rifle Sights で、ジョージ・ハーナンデスの相手役として出演する。
1913年（大正2年）12月25日、エドワード・ルセイントと結婚する。1915年（大正4年）、夫とともにユニヴァーサル・フィルム・マニュファクチュアリング・カンパニー（現在のユニバーサル・ピクチャーズ）へ移籍、同年11月1日に公開された夫エドワード監督によるフランク・キーナン主演の西部劇『十八年の後』が同社での最初の出演作である。1916年（大正5年）には同社が設立した子会社・ブルーバード映画で、夫エドワード監督による『三人男』に主演、同作は日本でも公開された。同年6月27日公開の The Jackals of a Great City を最後にユニヴァーサルを去り、翌年1917年（大正6年）公開の Out of the Wreck をもって映画界から一旦引退する。
トーキーの時代となった1934年（昭和9年）、ロイ・ウィリアム・ニール監督、ナンシー・キャロル主演の Jealousy で脇役として映画界にカムバックする。1930年代はコロンビア ピクチャーズでおもに活動した。
1940年（昭和15年）9月10日、トーキー後も死の直前まで監督業を続けた夫エドワードと死別（満69歳没）、夫はハリウッド・フォーエヴァー墓地に埋葬される。
夫の没後も最晩年まで脇役・端役での映画出演を続け、1948年（昭和23年）9月21日、カリフォルニア州ロサンゼルス郡マリブで死去した。満66歳没。墓所は不明。

## フィルモグラフィ
すべて出演作である。

### 1910年代
この年代のみ「ステラ・ラゼット」名義である。
- Between the Rifle Sights : 監督エドワード・ルセイント、主演ジョージ・ハーナンデス、1912年
- A Western Romance : 監督レム・B・パーカー、主演アルフレッド・E・グリーン、1913年
- The Reformation of Dad : 監督レム・B・パーカー、主演アル・W・フィルソン、1913年
- The Dangling Noose : 監督エドワード・ルセイント、主演ハロルド・ロックウッド、1913年
- Outwitted by Billy : 監督エドワード・ルセイント、主演ガイ・オリヴァー、1913年
- Northern Hearts : 監督エドワード・ルセイント、主演ハロルド・ロックウッド、1913年 - 出演・役 Ellen
- Unto the Third and Fourth Generation : 監督エドワード・ルセイント、主演ガイ・オリヴァー、1914年
- A Splendid Sacrifice : 監督エドワード・ルセイント、主演ユージェニー・ベッセラー、1914年
- The Heart of Maggie Malone : 監督エドワード・ルセイント、1914年
- The Mistress of His House : 監督不明、共演リリアン・ヘイワード、1914年 - 主演
- Memories : 監督エドワード・ルセイント、主演ハロルド・ロックウッド、1914年 - 出演・役 Marjorie Scott, Professor Scott's Daughter
- The Girl Behind the Barrier : 監督エドワード・ルセイント、1914年
- The Rummage Sale : 監督エドワード・ルセイント、主演ウィリアム・ハッチンソン、1914年
- Judge Dunn's Decision : 監督エドワード・ルセイント、主演アル・W・フィルソン、1914年
- His Father's Rifle : 監督エドワード・ルセイント、共演ガイ・オリヴァー、1914年 - 主演・役 Elsa Birch
- Footprints : 監督エドワード・ルセイント、主演ガイ・オリヴァー、1914年
- The Reporter on the Case : 監督エドワード・ルセイント、共演ガイ・オリヴァー、1914年 - 主演
- The Sealed Oasis : 監督エドワード・ルセイント、主演アル・W・フィルソン、1914年
- Who Killed George Graves? : 監督エドワード・ルセイント、主演ジョージ・ハーナンデス、1914年
- A Typographical Error : 監督エドワード・ルセイント、主演フレッド・ハントリー、1914年
- The Man in Black : 監督エドワード・ルセイント、主演W・アトキンソン、1914年
- Ye Vengeful Vagabonds : 監督エドワード・ルセイント、共演ガイ・オリヴァー、1914年 - 主演
- The Wasp : 監督エドワード・ルセイント、主演ガイ・オリヴァー、1914年 - 出演・役 Ruth Cahill
- 'C D' - A Civil War Tale : 監督エドワード・ルセイント、共演ガイ・オリヴァー、1914年 - 主演
- Peggy, of Primrose Lane : 監督エドワード・ルセイント、主演ジョージ・ハーナンデス、1914年
- The Broken 'X' : 監督エドワード・ルセイント、共演ガイ・オリヴァー、1914年 - 主演
- The Fates and Ryan : 監督エドワード・ルセイント、主演ジョージ・ハーナンデス、1914年
- One Traveler Returns : 監督エドワード・ルセイント、主演アダ・グリースン、1914年
- The Strange Case of Princess Khan : 監督エドワード・ルセイント、主演ジャック・マクドナルド、1915年
- The Richest Girl in the World : 監督エドワード・ルセイント、共演ガイ・オリヴァー、1915年
- The Spirit of the Violin : 監督エドワード・ルセイント、共演リリアン・ウェイド、1915年
- The Passer-By : 監督エドワード・ルセイント、主演ユージェニー・ベッセラー、1915年
- The Black Diamond : 監督エドワード・ルセイント、主演ユージェニー・ベッセラー、1915年
- The Lady of the Cyclamen : 監督エドワード・ルセイント、主演ジョージ・ハーナンデス、1915年
- Retribution : 監督エドワード・ルセイント、主演ガイ・オリヴァー、1915年
- Ashes of Gold : 監督エドワード・ルセイント、主演ガイ・オリヴァー、1915年 - 出演・役 Susan Moore
- The Poetic Justice of Omar Kham : 監督エドワード・ルセイント、主演ガイ・オリヴァー、1915年 - 出演・役 Joan Hyde
- The Blood Yoke : 監督エドワード・ルセイント、主演ラマー・ジョンストン、1915年 - 出演・役 Jet
- The Fortunes of Mariana : 監督不明、共演スコット・R・ダンラップ、1915年 - 主演・役 Mariana
- The Shadow and the Shade : 監督エドワード・ルセイント、主演ラマー・ジョンストン、1915年
- The Unfinished Portrait : 監督エドワード・ルセイント、主演ラマー・ジョンストン、1915年
- The Face in the Mirror : 監督不明、主演ラマー・ジョンストン、1915年
- The Clause in the Constitution : 監督、主演アール・フォックス、1915年
- The Circular Staircase : 監督エドワード・ルセイント、主演ガイ・オリヴァー、1915年 - 出演・役 Gertrude Innes
- 『十八年の後』 The Long Chance : 監督エドワード・ルセイント、主演フランク・キーナン、1915年 - 出演・役 Donna Corblay
- The Supreme Test : 監督エドワード・ルセイント、主演ヘンリエッタ・クロスマン、1915年 - 出演・役 Molly Phelan
- Lord John's Journal : 監督エドワード・ルセイント、主演ドク・クレイン、1915年 - 出演・役 Maida Odell
- Lord John in New York : 監督エドワード・ルセイント、主演ウィリアム・ガーウッド、1915年 - 出演・役 Maida Odell
- The Little Upstart : 監督エドワード・ルセイント、共演チャールズ・ライク、1915年 - 主演
- The Grey Sisterhood : 監督エドワード・ルセイント、主演ウィリアム・ガーウッド、1916年 - 出演・役 Maida Odell
- Three Fingered Jenny : 監督エドワード・ルセイント、主演ウィリアム・ガーウッド、1916年 - 出演・役 Maida Odell
- The Eye of Horus : 監督エドワード・ルセイント、主演ウィリアム・ガーウッド、1916年 - 出演・役 Maida Odell
- The League of the Future : 監督エドワード・ルセイント、主演ウィリアム・ガーウッド、1916年 - 出演・役 Maida Odell
- The Voice of the Tempter : 監督エドワード・ルセイント、主演フアン・デ・ラ・クルス、1916年
- The Purple Maze : 監督エドワード・ルセイント、主演ジョージ・ハーナンデス、1916年
- 『三人男』（別題『教への導き』『三人の教父』） The Three Godfathers : 監督エドワード・ルセイント、共演ハリー・ケリー、1916年 - 主演・役 Ruby Merrill, 'The Mojave Lily'
- The Jackals of a Great City : 監督エドワード・ルセイント、主演ハリー・ケリー、1916年
- Out of the Wreck : 監督ウィリアム・デズモンド・テイラー、主演キャスリン・ウィリアムス、1917年 - 出演・役 Ruby Sheldon

### 1930年代
- Jealousy : 監督ロイ・ウィリアム・ニール、主演ナンシー・キャロル、1934年 - ノンクレジット出演・端役
- Mills of the Gods : 監督ロイ・ウィリアム・ニール、主演メイ・ロブソン、1934年 - ノンクレジット出演・端役
- Party Wire : 監督アール・C・ケントン、主演ジーン・アーサー、1935年 - ノンクレジット出演・役 Townswoman
- Atlantic Adventure : 監督アルバート・S・ロージェル、主演ナンシー・キャロル、1935年 - ノンクレジット出演・役 Undetermined Role
- Ants in the Pantry : 監督ジャック・ホワイト、主演三ばか大将、1936年 - ノンクレジット出演・端役
- 『オペラハット』 Mr. Deeds Goes to Town : 監督フランク・キャプラ、主演ゲイリー・クーパー、1936年 - ノンクレジット出演・役 Party Guest
- 『セイルムの娘』 Maid of Salem : 監督フランク・ロイド、主演クローデット・コルベール、1937年 - ノンクレジット出演・役 Bit Part
- 『我が家の楽園』 You Can't Take It with You : 監督フランク・キャプラ、主演ジーン・アーサー、1938年 - ノンクレジット出演・役 Neighbor
- A Nag in the Bag : 監督チャーリー・チェイス（英語版）、主演ジョー・スミス、1938年
- The Taming of the West : 監督ノーマン・デミング、主演ビル・エリオット、1939年 - ノンクレジット出演・役 Mrs. Gardner

### 1940年代
- A Night at Earl Carroll's : 監督カート・ニューマン、主演ケン・マーレイ、1940年 - ノンクレジット出演・役 Elderly Woman
- Meet the Chump : 監督エドワード・F・クライン、主演ヒュー・ハーバート、1941年 - ノンクレジット出演・役 Widow
- The Wife Takes a Flyer : 監督リチャード・ウォレス、主演ジョーン・ベネット、1942年 - ノンクレジット出演・役 Woman
- Red River Robin Hood : 監督レスリー・セランダー、主演ティム・ホルト、1942年 - ノンクレジット出演・役 Woman
- 『黒い足音』 The Fallen Sparrow : 監督リチャード・ウォレス、主演ジョン・ガーフィールド、1943年 - ノンクレジット出演・役 Woman in Street
- There's Something About a Soldier : 監督アルフレッド・E・グリーン、主演トム・ニール、1943年 - 出演・端役
- Swing Out the Blues : 監督マルコム・セント・クレア、主演ボブ・ヘイムズ、1943年 - ノンクレジット出演・脇役
- Heavenly Days : 監督ハワード・エスタブルック、主演ジム・ジョーダン、1944年 - ノンクレジット出演・端役
- Crime Doctor's Man Hunt : 監督ウィリアム・キャッスル、主演ワーナー・バクスター、1946年 - ノンクレジット出演・役 Woman
- 『ポーリンの冒険』 The Perils of Pauline : 監督ジョージ・マーシャル、主演ベティ・ハットン、1947年 - ノンクレジット出演・役 Switchboard Operator
- 『ジャンヌ・ダーク』 Joan of Arc : 監督ヴィクター・フレミング、主演イングリッド・バーグマン、1948年 - ノンクレジット出演・役 Domremy Peasant
- 『秘密調査員』 The Undercover Man : 監督ジョセフ・H・ルイス、主演グレン・フォード、1949年 - ノンクレジット出演・脇役

## 関連事項
- フローレンス・ロバーツ （en:Florence Roberts）
- マーベル・トランネル （en:Mabel Trunnelle）
- ハーバート・プライアー （en:Herbert Prior）
- セリグ・ポリスコープ・カンパニー （en:Selig Polyscope Company）
- ハリウッド・フォーエヴァー墓地 （en:Hollywood Forever Cemetery）

## 註
1. 1 2 3 4 5 6 7 8 9 10 11 12 13 14 15 16 17  Stella LeSaint, Internet Movie Database （英語）, 2010年5月27日閲覧。
2. ↑  『ブルーバード映画の記録』 : 製作・著・発行山中十志雄・塚田嘉信、1984年4月、p.60-63.
3. 1 2  Edward LeSaint - Find a Grave（英語）, 2010年5月27日閲覧。